# Nordwest-Zeitung
Die Nordwest-Zeitung (NWZ) ist eine 1946 von Fritz Bock gegründete Regionalzeitung für das nordwestliche Niedersachsen, die täglich außer sonntags in Oldenburg erscheint. Sie wird herausgegeben von der Nordwest-Zeitung Verlagsgesellschaft mbH & Co. KG, einer Tochtergesellschaft der Nordwest Medien GmbH & Co. KG. Die verkaufte Auflage beträgt 76.465 Exemplare, ein Minus von 41 Prozent seit 1998. Die NWZ erscheint im Berliner Format.

## Geschichte
Der Zeitungsverleger Fritz Bock gründete im Jahr 1946 unter Lizenz der britischen Militärregierung eine der ersten Regionalzeitungen in Nordwest-Niedersachsen nach Ende des Zweiten Weltkrieges. Am 26. April 1946 erschien die erste Ausgabe. Die Nordwest-Zeitung ist bis heute ein familiengeführtes Unternehmen geblieben. Die Zeitung erschien zunächst wegen der Papierknappheit und der wirtschaftlichen Verhältnisse nur zweimal in der Woche. Erst knapp dreieinhalb Jahre nach der Gründung konnte die Nordwest-Zeitung zu einem sechsmaligen Erscheinen in der Woche übergehen. Der Journalist Fritz Lucke leitete die Nordwest-Zeitung von 1955 bis 1972.
In den 1950er Jahren begann die Nordwest-Zeitung eine Kooperation mit der Ostfriesen-Zeitung und weihte unterdessen das neue Verlagsgebäude in Oldenburg ein.
Im Oktober 1969 wurde die Anzeigenkooperation Zeitungsregion Nordwest gegründet. Dieser Kooperation gehören heute sieben Verlage mit zehn Titeln an. Die täglich verkaufte Auflage lag bei der letzten veröffentlichten Angabe im 4. Quartal 2019 bei 242.248 Exemplaren.

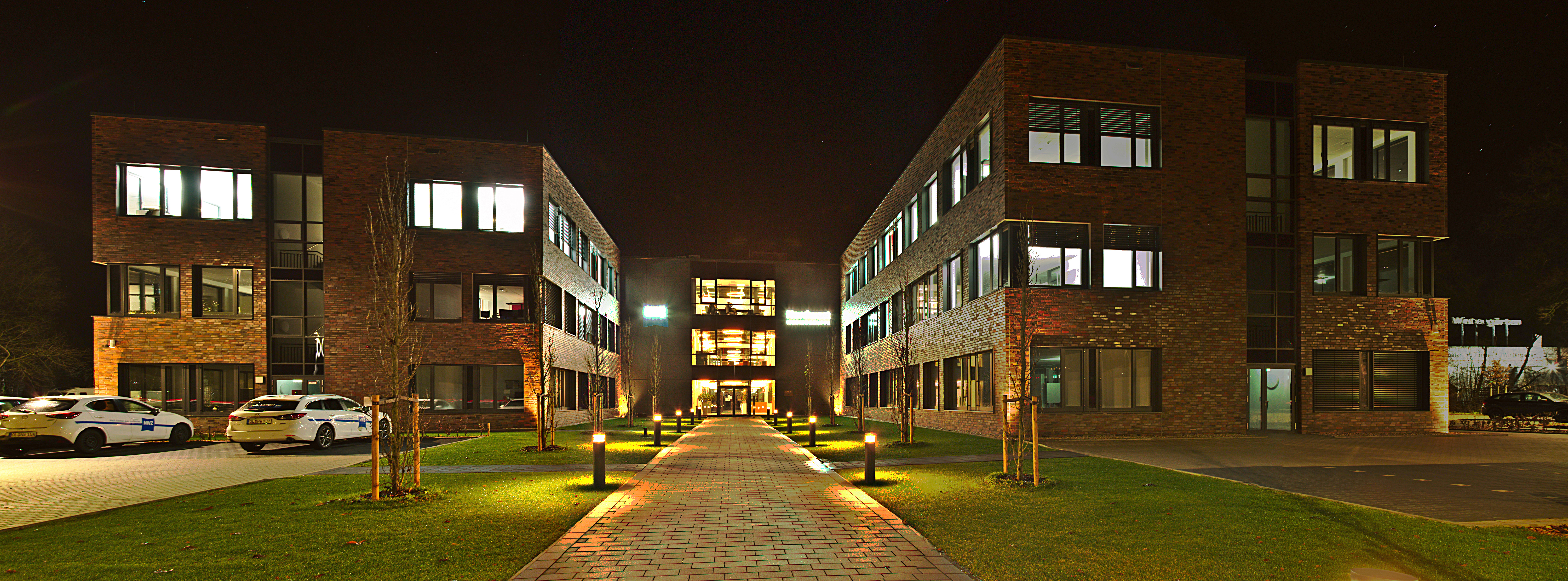
Das Medienhaus der Nordwest-Zeitung in Oldenburg.

Wie auch andere Verlage entwickelte sich das Unternehmen in den 1970er und 1980er Jahren vor allem im technischen Bereich stark. So begann man 1971 mit der Einführung der elektronischen Datenverarbeitung sowohl im technischen als auch im kommerziellen Bereich. 1977 erfolgte die Umstellung vom Bleisatz auf den Fotosatz und 2002 auf den Computersatz.

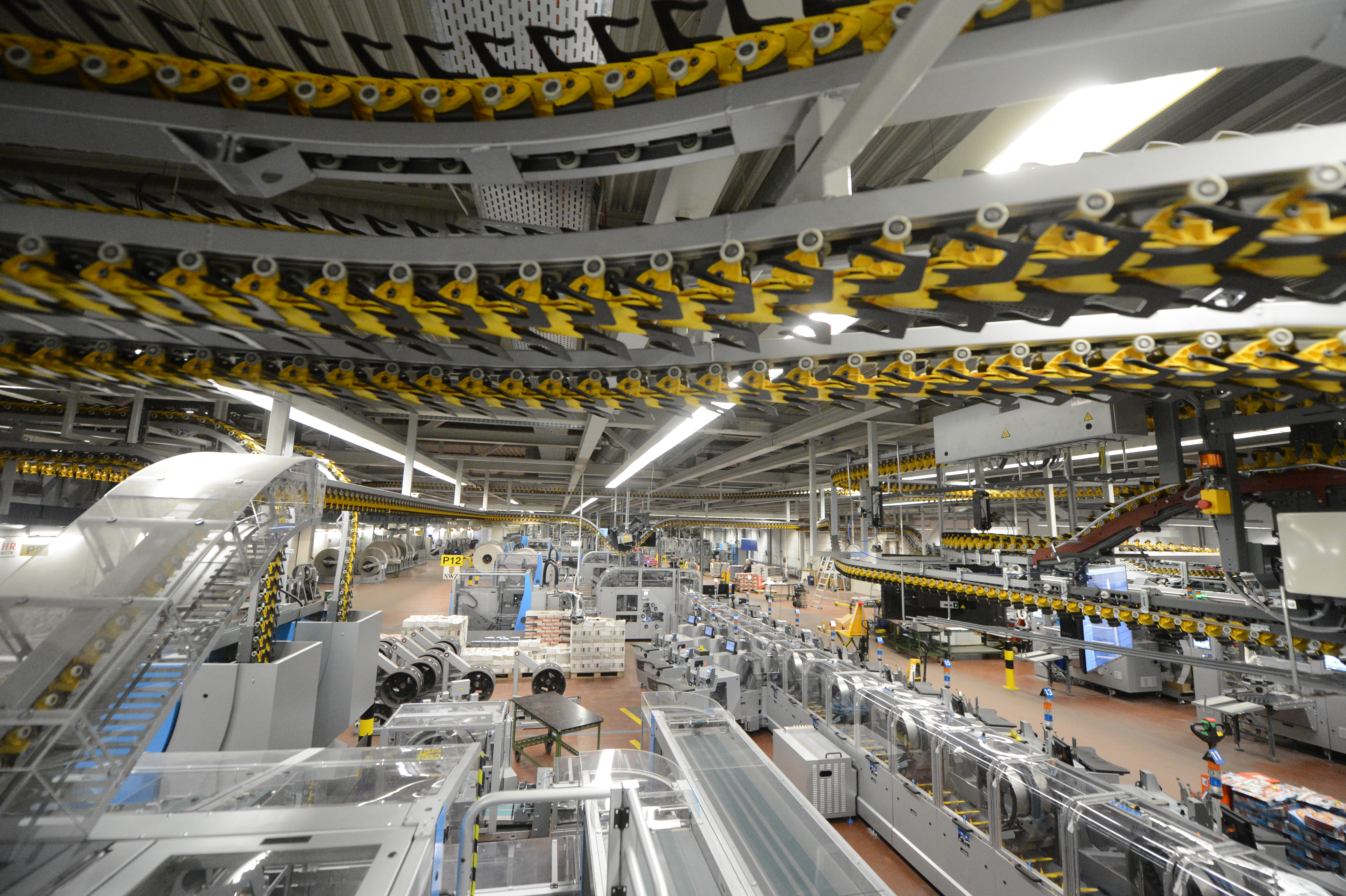
Innenaufnahme der Produktionshallen der NWZ-Tochtergesellschaft WE-Druck, in denen die Nordwest-Zeitung gedruckt wird.

Am 2. Januar 1981 gründete das Unternehmen die Schwestergesellschaft WE-Druck GmbH & Co. KG. Vom Moment der Gründung an wurde neben dem Druck der Lokalausgaben auch der Mantelseiten-Druck für kooperierende Zeitungen vorbereitet. Am 11. April 1983 schließlich wurde die erste Ausgabe der Nordwest-Zeitung durch WE-Druck herausgebracht.
Anfang August 1993 gründete die Nordwest-MedienGmbH & Co. KG die NWZ-Zustellgesellschaft mbH & Co. KG; Abonnenten wurden nun im Kerngebiet ausschließlich durch die neu gegründete Gesellschaft beliefert.
Ende der 1990er Jahre wurde die NWZ Holding gegründet, mit der sich die Nordwest-Zeitung neben dem Tagesgeschäft seitdem als Gesellschafter an Rundfunk- und Fernsehsendern sowie kleineren Lokalzeitungen aus Nordwestdeutschland beteiligt.
Am 12. April 2007 startete der IPTV-Ableger NWZ TV in einer Kooperation mit der Film- und Fernsehen Agentur Deichblick aus Bremen. Mit diesem Dienst stieg die Nordwest-Zeitung aktiv in den Markt der lokalen Fernsehberichterstattung ein. Die Inhalte wurden im Crossmedia-Verfahren sowohl im Bereich Fernsehen und Online als auch in den jeweiligen Printmedien des Unternehmens verbreitet.
2009 begann die NWZ zur Verbreiterung des Geschäftsfeldes mit Investitionen in Online-Start-up-Unternehmen. Erste Akquisitionen waren Minderheitenanteile an der Partnerbörse Fischkopf, dem Berliner Lead-Generation-Unternehmen Käuferportal und beim 360°-Panorama-Dienstleister Panolife sowie der Einstieg beim Bezirksfußballportal Snoa, das 2013 verkauft wurde.
In der Folge erwarb die NWZ weitere Beteiligungen im Online-Bereich, vor allem an jungen Online-Start-ups. Dazu gehören oder gehörten der Rubrikenportalanbieter VRS-Media, der Internetvermarkter Clipkit und das Performance-Werbenetzwerk Plista, das Ende 2013 erfolgreich an den britischen Werbedienstleister WPP verkauf wurde. Ende 2010 wurde die NWZ Digital zur Bündelung der Aktivitäten im Online-Beteiligungsbereich gegründet. 2011 und 2012 folgten weitere Beteiligungen an jungen Online-Unternehmen: die Online-Marktingfirma Adnord.media, der Location Based Service-Anbieter Servtag, die Gutscheinplattformen QP media und Affiliprint, der Branchenbuchdienst Digitale Seiten und der Online-Mess-Software Dienstleister Meetrics. Es folgten Beteiligungen an den Stuttgarter RegioHelden, den Hamburger Start-ups Finanzcheck und Happy-Car sowie der Jobbörse Kimeta, der Shoppingplattform Simply Local, AX Semantics, einem Dienstleister für automatisierte Textgenerierung und der Shoppingplattform LocaFox.
Am 26. April 2016 feierte der Verlag sein 70. Jubiläum seit dem Erscheinen der ersten Ausgabe der Nordwest-Zeitung. Zu diesem Anlass wurde an den darauf folgenden 70 Erscheinungstagen der Zeitung jeweils eine Titelseite der vergangenen 70 Jahre neu abgedruckt und mit einer zugehörigen Chronik aus dem Oldenburger Land redaktionell begleitet. Im gleichen Jahr feierte der Online-Ableger der NWZ, der durchweg sowohl als NWZonline.de als auch als NWZonline geschrieben wird, 20-jähriges Bestehen.
Im Juli 2019 begannen die Erdarbeiten für ein neues Verlagsgebäude neben der Druckerei der NWZ in Etzhorn. Am 30. September 2019 folgte die Grundsteinlegung. Zum 2. Oktober 2020 zogen alle Mitarbeiter aus dem alten Verlagsgebäude in der Peterstraße in die Wilhelmshavener Heerstraße.

## Verbreitung

### Lokalausgaben
Das Kernverbreitungsgebiet der NWZ umfasst im Wesentlichen die niedersächsischen Kreise des Oldenburger Landes: die Stadt Oldenburg sowie die Landkreise Cloppenburg, Vechta, Oldenburg, Ammerland, Wesermarsch, Wittmund und Friesland. Mehrere verschiedene Lokalausgaben berichten über die Regionen: Die Oldenburger Nachrichten, die Oldenburger Kreiszeitung (mit Zeitung für Ganderkesee), die Ammerländer Nachrichten, die Wesermarsch-Zeitung, Der Münsterländer, die Kreiszeitung Friesland (als Jeverlandbote oder als Der Gemeinnützige) und seit 2022 der Anzeiger für Harlingerland in Jever und Wittmund.
Monopolist im Einzeitungskreis ist die NWZ in Oldenburg (Stadt) und dem Kreis Ammerland. In den anderen Gebieten tritt sie gegen örtliche Blätter an. Nach eigenen Angaben hat die Zeitung im Kerngebiet um Oldenburg einen Marktanteil von etwa 70 Prozent, im gesamten Verbreitungsgebiet von etwa 50 Prozent.

### Mantelseiten
Die NWZ beliefert auch andere Blätter mit den eigenen überregionalen Mantelseiten: Die Wilhelmshavener Zeitung sowie das Jeversche Wochenblatt.
Es handelt sich bei Lokalausgaben und Mantelseiten jeweils um Kopfblätter.
Das Delmenhorster Kreisblatt in der kreisfreien Stadt Delmenhorst hat hingegen diese Zusammenarbeit 2005 gekündigt und sich dem Bremer Weser-Kurier als Mantelgeber zugewendet. Ähnlich verfuhren 2005 die Rheiderland-Zeitung in Weener sowie die Zeitungsgruppe Ostfriesland in Leer mit ihren Titel Ostfriesen-Zeitung und Ostfriesische Nachrichten in Aurich. Im April 2021 beendete auch der Ostfriesische Kurier aus Norden die Partnerschaft. Beide Verlage wechselten von der NWZ zur Neuen Osnabrücker Zeitung. Auch die Grafschafter Nachrichten sind aus der Kooperation mit der NWZ ausgeschert.

## Auflage

### Tageszeitung
Die Nordwest-Zeitung hat wie die meisten deutschen Tageszeitungen in den vergangenen Jahren an Auflage eingebüßt. Die verkaufte Auflage ist in den vergangenen 10 Jahren um durchschnittlich 4,1 % pro Jahr gesunken. Im vergangenen Jahr hat sie um 7,3 % abgenommen. Sie beträgt gegenwärtig 76.465 Exemplare. Der Anteil der Abonnements an der verkauften Auflage liegt bei 95,3 Prozent.
| 1998   | 1999   | 2000   | 2001   | 2002   | 2003   | 2004   | 2005   | 2006   | 2007   | 2008   | 2009   | 2010   | 2011   | 2012   | 2013   | 2014   | 2015   | 2016   | 2017   | 2018   | 2019   | 2020  | 2021  | 2022  | 2023  | 2024  |
| ------ | ------ | ------ | ------ | ------ | ------ | ------ | ------ | ------ | ------ | ------ | ------ | ------ | ------ | ------ | ------ | ------ | ------ | ------ | ------ | ------ | ------ | ----- | ----- | ----- | ----- | ----- |
| 129512 | 129060 | 128528 | 127945 | 127373 | 125377 | 124483 | 123344 | 124272 | 124756 | 122943 | 122815 | 122091 | 120698 | 121926 | 121230 | 119474 | 117526 | 114362 | 111499 | 107757 | 105027 | 97622 | 94975 | 89997 | 84569 | 78412 |

### Digitale Ausgabe
Für Desktop, Tabletcomputer und Smartphone bietet der Verlag parallel zur gedruckten Tageszeitung eine digitale Variante mit den entsprechenden Lokalausgaben an. Der Anteil der digitalen Ausgabe an der verkauften Gesamtauflage liegt gegenwärtig bei 14,9 Prozent.

### Digitales Archiv
Seit Juli 2016 stellt die Nordwest-Zeitung im Internet ein vollständig digitalisiertes Zeitungsarchiv zur Verfügung. Enthalten sind alle Ausgaben seit der Gründung der Zeitung im April 1946. Laut Angabe des Verlags wurden mehr als 3,5 Millionen Zeitungsseiten eingescannt und sind dank Texterkennung im Volltext durchsuchbar.

## Organisation
Der Verlag ist klassisch in Hauptabteilungen organisiert. Neben der Redaktion gibt es die operativen Bereiche Privatkunden sowie Geschäftskunden, den Bereich Personal und Recht und das Controlling. Aus dem Geschäftskundenbereich wurde 2010 die Abteilung Online herausgelöst; sie ist seitdem eigenständige Hauptabteilung.
Der Betriebsrat der Nordwest-Zeitung ist mit Mitgliedern der Gewerkschaften Ver.di, Deutsche Journalistinnen- und Journalisten-Union und Deutscher Journalisten-Verband besetzt und verantwortlich für die Mitarbeiter-Interessen der in den Verlag integrierten Gesellschaften.
2014 wurde im Verlag ein eigenständiges, bereichsübergreifendes Innovationsmanagement aufgesetzt. In Zusammenarbeit mit der Universität Bremen wurde eine gemeinschaftliche Lehrveranstaltung zum Innovationsprozess in der NWZ Mediengruppe angeboten.

## Beteiligungen und Kooperationen
Neben seinem eigenen Zeitungsgeschäft hält der Verlag Beteiligungen an Rundfunk- und Fernsehsendern. In der Tochtergesellschaft NWZ Funk und Fernsehen GmbH & Co. KG („NWZ-FF“) bündelt die NWZ ihre gesamten Radiobeteiligungen. Neben den direkten Beteiligungen an 10 Radiosendern ist die NWZ wiederum an mehreren Holdings, die ihrerseits Radiobeteiligungen halten, beteiligt. Hierzu zählen die Regiocast GmbH & Co. KG, Berlin („REGIOCAST“), die Frank Otto Medienbeteiligungsgesellschaft mbH & Co. KG, Hamburg („FOM“) und die Radio 5.0, Hamburg.
Die NWZ zählt zu den Gründungsgesellschaftern bei den Niedersächsischen Sendern Radio ffn und Antenne Niedersachsen. Anfang der neunziger Jahre, kamen Beteiligungen in Sachsen-Anhalt (Radio SAW), Sachsen (Radio PSR) und Berlin (94,3 rs2), später in Thüringen (Landeswelle Thüringen) hinzu. Mit den späteren Erwerbungen in Hamburg (Alsterradio) und der strategischen Partnerschaft mit dem Hamburger Medienunternehmer Frank Otto (98.8 Kiss FM/Berlin, Delta radio/Kiel, Hamburg Zwei, Energy Sachsen/Leipzig) erweiterte sich 2008 das Portfolio. Über die REGIOCAST werden weitere Beteiligungen in Schleswig-Holstein, Sachsen, Hessen, Mecklenburg-Vorpommern, Baden-Württemberg und in der Tschechischen Republik gehalten.
Parallel ist der Verlag auch an kleineren Lokalzeitungen in Nordwestdeutschland beteiligt. Dabei expandiert die Nordwest-Zeitung Verlagsgesellschaft auch über das Verbreitungsgebiet der Nordwest-Zeitung hinaus. U. a. erwarb sie Beteiligungen an der in Leer (Ostfriesland) ansässigen Zeitungsgruppe Ostfriesland, an der Emder Zeitung und am Ostfriesischen Kurier. Bei diesen Zukäufen geriet die NWZ ins Visier des Bundeskartellamtes, da die Beteiligungen dem Kartellamt hätten gemeldet werden müssen. Die Nordwest-Verlegerfamilien Köser und von Bothmer hatten sich am Bundeskartellamt vorbei auf zwei Wegen in Ostfriesland eingekauft: Einmal direkt mit 15,6 Prozent und zusätzlich über die KB Vermögensverwaltungsgesellschaft. Der Holding, deren Kürzel für die Eignerfamilien steht, gehörten zuletzt 20 Prozent. Mit diesem Vorgehen hielten die Verlegerfamilien ihre Anteile offiziell unter 25 Prozent.
Nach einer Durchsuchung im NWZ-Verlagshauses im Juni 2006 wurden mehrere Dutzend Aktenordner beschlagnahmt, außerdem wurde die NWZ abgemahnt und das größte Entflechtungsverfahren der vergangenen Jahre in der Verlagsbranche eingeleitet. Der Fall sorgte Anfang 2007 bundesweit für Aufmerksamkeit, u. a. berichtete der Norddeutsche Rundfunk ausführlich in seinem Medienmagazin Zapp.
Am 2. Oktober 2007 kündigten die Geschäftsführer der Nordwest-Medien GmbH & Co. KG (NW-Medien) an, eine Entflechtung für die Beteiligung an der Zeitungsgruppe Ostfriesland sowie der Arbeitsgemeinschaft Ostfriesischer Zeitungsverlage einzuleiten. Familienangehörige der NW-Medien-Gesellschafter, die offenbar als Strohmänner die Geschäfte der in Ostfriesland erworbenen Zeitungen geführt hatten, würden ihre Anteile an die Mitgesellschafter der betreffenden Verlage geben. In der Branche wurde diese von der NW-Medien als freiwillig bezeichnete Entflechtung als klarer Punktsieg des Bundeskartellamts gewertet.
Zu Beginn 2018 beteiligte sich die Nordwest-Zeitung an Team Neusta, der laut Internetagentur-Ranking 2018 größten deutschen Digitalagentur. Mitte des Jahres folgte eine Beteiligung an dem Nachbarschaftsnetzwerk nebenan.de.
Die Nordwest-Zeitung Verlagsgesellschaft mbH & Co. KG ist seit mehreren Jahren offizieller Medienpartner der VfB Oldenburg Fußball GmbH. Da diese Partnerschaft in der Berichterstattung der NWZ zum gewerblichen Fußball und zum Stadionneubau nicht kenntlich gemacht wird, lässt sich nicht genau zurückverfolgen, wie lange diese Partnerschaft schon besteht.

## Auszeichnungen und Kritik

### Nannen-Preis 2019
Die NWZ-Redakteure Karsten Krogmann und Christian Ahlers wurden für ihre Multimedia-Reportage „Die Akte Högel“ mit dem Nannen-Preis in der Kategorie "Dokumentation" ausgezeichnet.

### Deutscher Lokaljournalistenpreis der Konrad-Adenauer-Stiftung 2017
Die NWZ-Redakteure Karsten Krogmann und Christian Ahlers wurden für ihre Multimedia-Reportage Dangast – Das gespaltene Dorf mit dem Deutschen Lokaljournalistenpreis 2017 der Konrad-Adenauer-Stiftung in der Kategorie „Wirtschaft“ ausgezeichnet.

### Dritter Platz beim Helmut-Schmidt-Journalistenpreis 2017
NWZ-Reporter Karsten Krogmann wurde für seine Multimedia-Reportage "Abgehoben – EWE in der Krise" auf den dritten Platz des Helmut-Schmidt-Journalistenpreis 2017 gewählt, welcher am 26. Oktober 2017 in Frankfurt verliehen wurde.

### Theodor-Wolff-Preis 2016
Die NWZ-Redakteure Karsten Krogmann und Marco Seng gewannen am 7. September 2016 für ihre Online-Chronik über den Klinikmörder Niels Högel in Berlin den mit 6.000 Euro dotierten Theodor-Wolff-Preis in der Sparte Lokales. Berichtet wurde parallel in der Tageszeitung und dem Online-Auftritt des Verlags, wo die Rechercheergebnisse ergänzt und aktualisiert wurden und werden. Die Berichterstattung der beiden Reporter trug dazu bei, dass das Thema Patientenschutz in Niedersachsen neu diskutiert wird.

### Kommunikationspreis des Verbandes Deutscher Agrarjournalisten (VDAJ) 2016
Der Verband Deutscher Agrarjournalisten (VDAJ) verlieh NWZ-Redakteur Karsten Krogmann am 14. Januar 2016 den Kommunikationspreis des Verbandes Deutscher Agrarjournalisten für sachliche Reportagen zu landwirtschaftlichen Themen, bei denen „Landwirte, Experten und Kritiker gleichermaßen zu Wort kommen“.

### Medienpreis Medizin Mensch Technik 2016
NWZ-Redakteur Karsten Krogmann erhielt am 17. März 2016 im historischen Hörsaal der Berliner Charité für seinen Text über die Geschichte eines herzkranken Ammerländers vom 17. Oktober 2015 den bundesweit ausgeschriebenen und mit 2.000 Euro dotierten Medienpreis Medizin Mensch Technik in der Kategorie Lokaljournalismus.

### Preisträger des Ralf-Dahrendorf-Wettbewerbs für Lokaljournalismus 2015
Mit dem Ralf-Dahrendorf-Preis für Lokaljournalismus wurde NWZ-Redakteur Redakteur Oliver Braun für die Berichterstattung zum angeblichen Bau einer riesigen Pizzafabrik in Schortens (Landkreis Friesland) ausgezeichnet.

### Deutscher Lokaljournalistenpreis der Konrad-Adenauer-Stiftung 2015
Die Redaktion der Nordwest-Zeitung wurde 2015 mit dem Deutschen Lokaljournalistenpreis der Konrad-Adenauer-Stiftung in der Kategorie „Investigative Recherche“ ausgezeichnet. Der Preis wurde verliehen für die Berichterstattung über eine angebliche Investition eines italienischen Investors in eine Lebensmittelfabrik im Landkreis Friesland in Millionenhöhe.

### Jugendpreis 2013
Beim World Young Reader Prize des Weltverbands der Zeitungen und Nachrichtenmedien
WAN-IFRA (Paris/Darmstadt) wurde im Herbst 2013 die NWZ für ihr Engagement für Kinder und Jugendliche geehrt. Der erste Preis in der Kategorie „Dienst an der Gesellschaft“ (Public Service) ging an die NWZ mit ihrem Jugendwahlprojekt 2012, bei dem Schüler vor der Landtagswahl in Niedersachsen ihre eigene Wahl simulieren – samt Wahlurnen, Wahlunterlagen sowie regelmäßigen Hochrechnungen und Berichten über das Endergebnis in der Zeitung.

### Tarifflucht
Laut einer Liste des Deutschen-Journalisten-Verbandes (DJV) begeht der Verlag der NWZ Tarifflucht dadurch, dass er aus dem Flächen-Tarifvertrag ausgestiegen ist und seine Mitarbeiter in Verlag und Redaktion nach einer hausinternen Vergütungsordnung entlohnt (DJV-Liste: «Das Blatt ist seit Ende Juli 2011 innerhalb des BDZV nur noch OT-Mitglied.»).
Am 4. Dezember 2007 berichtete das ZDF-heute-journal u. a. über die Tochter-Leiharbeitsfirmen der NWZ-Verlagsgesellschaft, welche extra zum Zwecke der Durchsetzung niedrigerer Gehälter bei Redaktions- und Verlagsmitarbeitern gegründet wurden. Über 10 % der Belegschaft wurden nach diesem Bericht nicht mehr nach Tariflohn bezahlt. Diese Praxis wurde zwar zwischenzeitlich beendet, doch werden neu eingetretene Werktätige nach wie vor beim Lohn stark benachteiligt.

### Rügen und Missbilligungen des Presserats
Im März 2007 wurde die Nordwest-Zeitung wegen Schleichwerbung vom Presserat öffentlich gerügt. Der Presserat beanstandete einen Artikel der NWZ, in dem ausführlich und im Stile eines PR-Textes über den Verkauf von Autos in einer regionalen Verbrauchermarktkette berichtet wurde. Die öffentliche Rüge ist die höchste Sanktionsform des Presserats. Sie wird bei besonders schweren Verstößen gegen den Pressekodex gewählt. Die öffentliche Rüge sollte gemäß Ziffer 16 Pressekodex von der gerügten Zeitung abgedruckt werden. Dies hat die NWZ allerdings nicht getan.
Ferner hat die NWZ am 13. März 2007 eine Missbilligung vom Presserat erhalten, weil sie über Vorfälle während einer Oldenburger Demonstration in übertriebener Weise und in einem konstruierten Zusammenhang berichtet hatte – konkret richtete sich die Kritik gegen die Artikel Innenminister verstärkt Polizeischutz vom 17. Oktober 2006 und Auch in Osnabrück Anschlag auf Amtsleiter vom 18. Oktober 2006. Der Presserat urteilte einstimmig: „Der Beschwerdeausschuss hält den Verstoß gegen die Ziffer 2 des Pressekodex für so schwerwiegend, dass er gemäß § 12 der Beschwerdeordnung die Maßnahme der Missbilligung wählt.“ Der Presserat empfahl „als Ausdruck fairer Berichterstattung“ diese Missbilligung abzudrucken. Die NWZ ist der Empfehlung jedoch nicht gefolgt.
Im September 2010 wurde der Online-Auftritt der NWZ für die Berichterstattung über ein Familiendrama erneut vom Presserat (nicht-öffentlich) gerügt. Der Internetdienst nwz-online.de hatte Bilder der getöteten Opfer und ihres Wohnhauses in der Gemeinde Hude gezeigt, so dass sie identifizierbar wurden. Nach Ansicht des deutschen Presserats geht diese Art der Berichterstattung über das öffentliche Interesse an dem Fall hinaus, und verstieß damit gegen Ziffer 8.1 des Pressekodex.
Im Januar 2018 wurde der Online-Auftritt der NWZ für die Berichterstattung über einen Konfirmanden erneut vom Presserat (öffentlich) gerügt. Der Internetdienst nwz-online.de war der Aufforderung des Beschwerdeführers ein Bild das ihn Kind zeigt zu löschen, nicht nachgekommen. Der Beschwerdeausschuss sah kein Informationsinteresse, dass die Schutzinteressen der betreffenden Person überwiegt, und verstieß damit gegen Ziffer 8 des Pressekodex.
Im Januar 2019 wurde die Nordwest-Zeitung für die Berichterstattung über ein Ehepaar erneut vom Presserat (öffentlich) gerügt. Die Redaktion einer Regionalzeitung stellt in der Überschrift zu einem Artikel die Frage, ob die Leitung einer örtlichen Klinik bestechlich sei. Der Beschwerdeausschuss stellt Verstöße gegen die Journalistische
Sorgfaltspflicht und Unschuldsvermutung/Vorverurteilung fest und spricht eine öffentliche Rüge aus.
Ferner hat die NWZ am 1. Januar 2022 eine Missbilligung vom Presserat erhalten, weil sie behauptete, 71 Prozent seien der Meinung, dass ein Stadionneubau die richtige Lösung sei. Ein Leser bemängelte, dass die Zeitung keinerlei Vorkehrungen getroffen habe, bei der Umfrage Mehrfachabstimmungen zu verhindern. Auf mehreren Internet-Plattformen sei vielmehr dazu aufgerufen worden, auch die Möglichkeit der Mehrfachabstimmung für einen Stadionneubau zu nutzen. Der Presserat urteilte einstimmig: „Die Presse muss bei der Veröffentlichung von Umfrageergebnissen mitteilen, ob die Ergebnisse repräsentativ sind. Ein solcher Hinweis findet sich in der hier behandelten Berichterstattung nicht. Erschwerend kommt hinzu, dass die Umfrage nicht nur nicht repräsentativ, sondern auch manipulierbar war. Die Berichterstattung nimmt auf die Umfrageergebnisse auf eine Weise Bezug, bei der die Leserschaft zu dem irreführenden Eindruck gelangen muss, dass die Umfrageergebnisse ein realistisches Bild der Stimmungslage in der
Bevölkerung wiedergeben.“ Der Presserat empfahl „als Ausdruck fairer Berichterstattung“ diese Missbilligung abzudrucken. Die NWZ ist der Empfehlung jedoch nicht gefolgt.
Im Januar 2023 wurde die NWZ und ihr Online-Auftritt für die Spekulationen über Selbsttötung wegen drohender Zwangsheirat erneut vom Presserat (öffentlich) gerügt. Der Beschwerdeausschuss urteilte, dass die Redaktion insgesamt zurückhaltender hätte berichten müssen, da die Details über den Suizid und seine Hintergründe nicht belegt waren. Damit verstieß die Zeitung auch gegen Ziffer 8, in deren Richtlinie 8.7 es heißt: „Die Berichterstattung über Selbsttötung gebietet Zurückhaltung.“
Im Dezember 2024 wurde die Nordwest-Zeitung erneut vom Presserat (öffentlich) gerügt. Die Beschwerdeführerin kritisiert, dass in dem Artikel sexuelle Handlungen an einemminderjährigen Mädchen explizit beschrieben werden. Das gehöre nicht in einen Artikel undbeschneide das Mädchen in ihrem Recht auf Privatsphäre. Presseethisch bewertet der Ausschuss den Verstoß gegen die publizistischen Grundsätze als so schwerwiegend, dass er gemäß § 12 Beschwerdeordnung eine öffentliche Rüge ausspricht.

### Sarrazin-Lesung
Mit öffentlicher Kritik der linken Tageszeitung taz musste sich die Nordwest-Zeitung Anfang Januar 2011 auseinandersetzen: Weil sie den ehemaligen Berliner Finanzsenator und Bundesbank-Vorstand Thilo Sarrazin zu einer Lesung aus dessen umstrittenem Bestseller Deutschland schafft sich ab eingeladen hatte, veranstaltete eine aus mehreren Organisationen, Parteien und Privatleuten zusammengesetzte Allianz eine Gegenveranstaltung. Zu den Unterstützern der Vortragsveranstaltung, auf der Historiker, Sozialwissenschaftler und Journalisten über Sarrazins Thesen sprachen, zählten die Oldenburger Grünen, das Diakonische Werk, die Evangelische Akademie, mehrere Kirchengemeinden sowie Vereine, die in der Ausländerarbeit engagiert sind.